# Luty 2019

## 27 lutego
- Zwycięzcą wyborów prezydenckich w Nigerii został ogłoszony urzędujący prezydent Muhammadu Buhari[1].
- Co najmniej 25 osób zmarło w wyniku pożaru na stacji kolejowej Kair Ramsis, głównym dworcu w stolicy Egiptu, Kairze[2].

## 24 lutego
- Co najmniej 150 osób zmarło, a około 200 zostało hospitalizowanych w stanie Asam w północno-wschodnich Indiach, po wypiciu nielegalnie pędzonego bimbru zmieszanego z alkoholem metylowym[3].
- W Los Angeles odbyła się 91. ceremonia wręczenia Oscarów[4].

## 22 lutego
- Z Przylądka Canaveral wyniesiono w przestrzeń kosmiczną statek Bereszit – pierwszy prywatny statek kosmiczny, który ma wylądować na Księżycu[5].

## 20 lutego
- Co najmniej 78 osób zginęło w rozprzestrzeniającym się pożarze kilku budynków w gęsto zabudowanej dzielnicy Dhaki, stolicy Bangladeszu[6].

## 17 lutego
- Zakończyły się, rozgrywane w szwedzkim Åre, mistrzostwa świata w narciarstwie alpejskim[7].

## 13 lutego
- Z powodu utraty łączności z Ziemią zakończyła się misja marsjańskiego łazika Opportunity[8].
- Theodore McCarrick, były arcybiskup metropolita Waszyngtonu, został wydalony ze stanu kapłańskiego, gdyż został uznany winnym molestowania seksualnego nieletnich i dorosłych[9].
- W PLOS ONE opublikowano artykuł o odkryciu nowego gatunku tytanozaura Mnyamawamtuka moyowamkia w Tanzanii[10].

## 12 lutego
- Po wieloletnim sporze z Grecją (która blokowała macedońskie aspiracje do NATO czy Unii Europejskiej), Macedonia zmieniła nazwę na Macedonia Północna[11].
- Co najmniej 60 nielegalnie pracujących górników uznaje się za martwych w wyniku zalania wodą szybów w dwóch odkrywkowych kopalniach złota w środkowym Zimbabwe[12].

## 11 lutego
- Podano do informacji, że po wypiciu nielegalnie wyprodukowanego skażonego alkoholu 100 osób zmarło w dwóch stanach na północy Indii - Uttar Pradesh i Uttarakhand[3].

## 9 lutego
- Zakończyły się mistrzostwa świata w narciarstwie dowolnym[13].
- Zakończyły się mistrzostwa świata w snowboardzie[14].

## 8 lutego
- Co najmniej 15 osób zginęło po zawaleniu się ośmiokondygnacyjnego budynku w azjatyckiej części Stambułu[15].

## 6 lutego
- NASA i NOAA ogłosiły wyniki analiz, z których wynika, że 2018 był czwartym pod względem wysokości temperatury rokiem od 1880[16].

## 5 lutego
- Rozpoczęło się pierwsze w historii Kościoła Prawosławnego Ukrainy posiedzenie Świętego Synodu[17].

## 3 lutego
- Wybory prezydenckie w Salwadorze.
- W Warszawie odbyła się konwencja założycielska partii Wiosna Roberta Biedronia[18][19].
- Na dnie kanału La Manche odnaleziono wrak samolotu, którym leciał piłkarz Emiliano Sala[20].
- Co najmniej siedem osób zginęło w wypadku autokaru w obwodzie kałuskim, około 190 km na południe od Moskwy[21].